# Jingasa
Der Jingasa (jap. 陣笠) ist ein Helm aus Japan.

## Beschreibung
Die Jingasa variieren sehr stark in Form und Durchmesser. Er besteht aus Eisen, Stahl, Kupfer, Leder oder Holz. Meist haben sie die Form einer Schüssel oder einer Schale. Die Jingasa wurden meist von den Waffenträgern der adeligen Samurai getragen, oder bei Freizeitaktivitäten der Samurai selbst. Es gibt sehr einfache Versionen, aber auch solche, bei denen sehr hochwertige Lackarbeiten und Veredelungen durch Auflagen mit Blattmetallen (Vergolden oder Versilbern) benutzt wurden. Die Jingasa kamen als offizielle Militärkleidung erst mit der Einführung der Feuerwaffen in Gebrauch. Die Arkebusenschützen trugen diese Kopfbedeckungen, da sie für den Umgang mit den Tanegashima-Arkebusen (Laden, Zielen und Feuern) einfach praktischer waren. Die Jingasa besitzen kein Visier, sind jedoch bei manchen Versionen mit einer Art Gardine am Helm ausgestattet, die aus Stoff oder Kettenrüstung besteht.

## Galerie

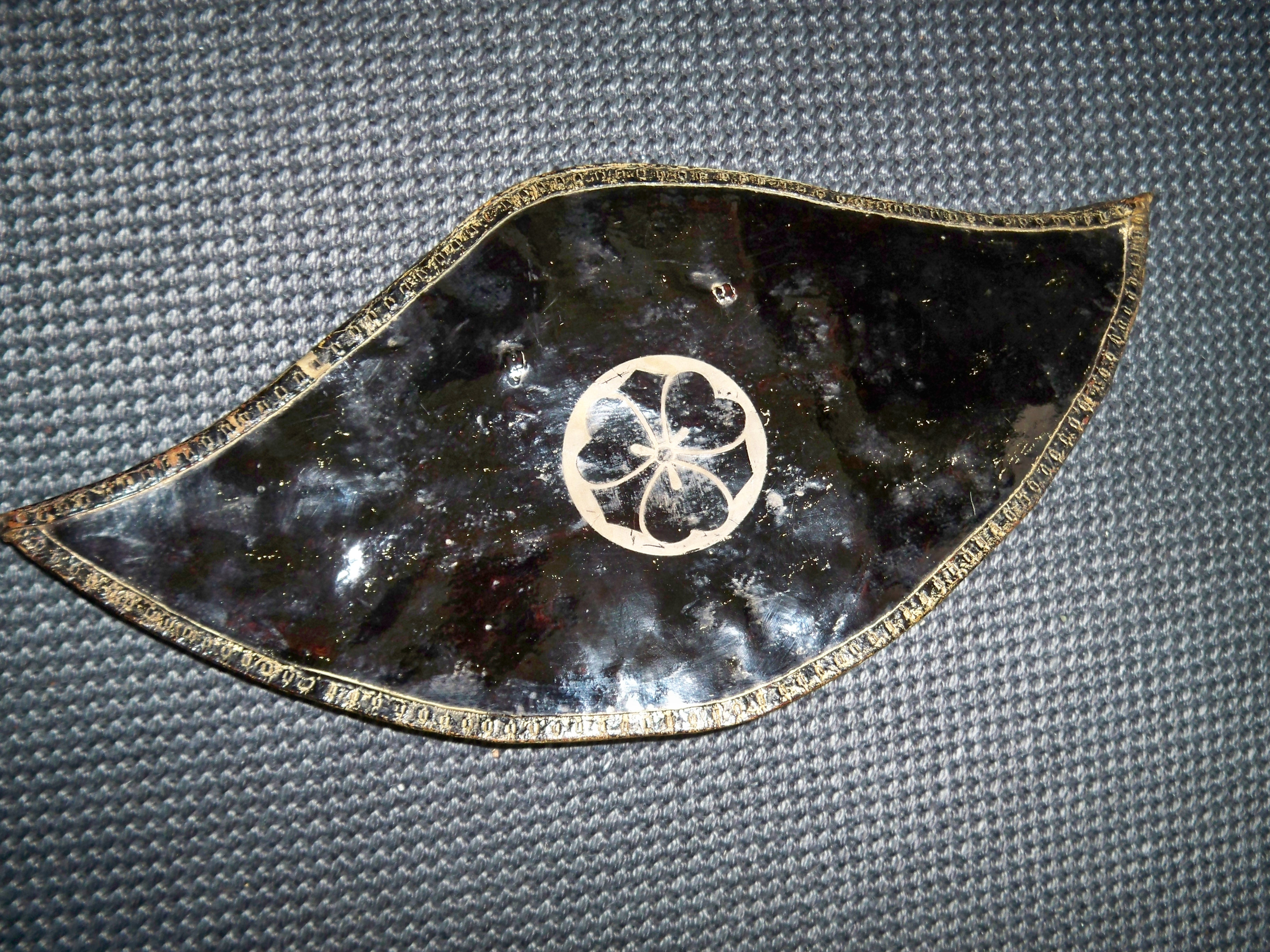
Nirayama Jingasa
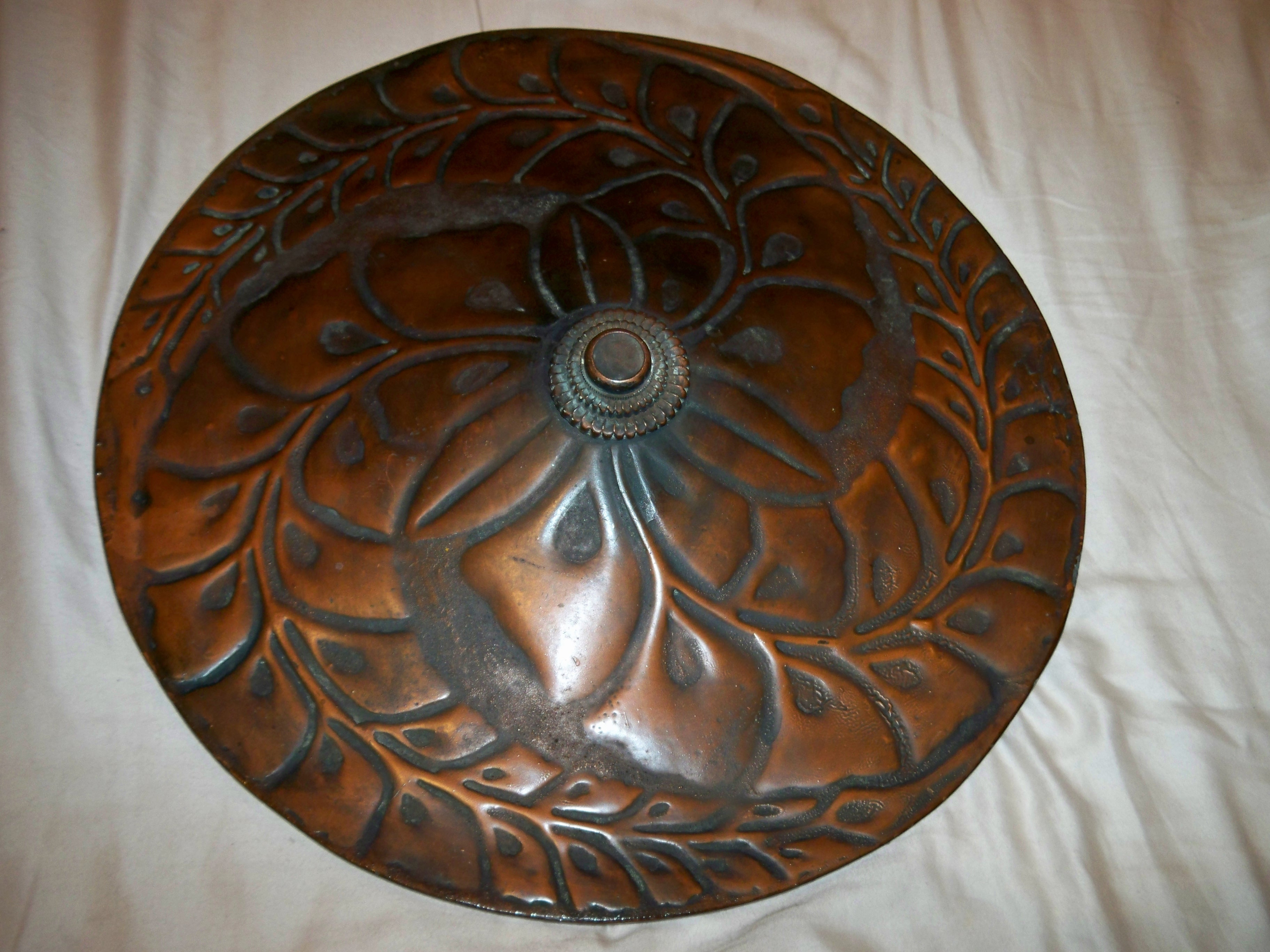
Kupfer-Jingasa
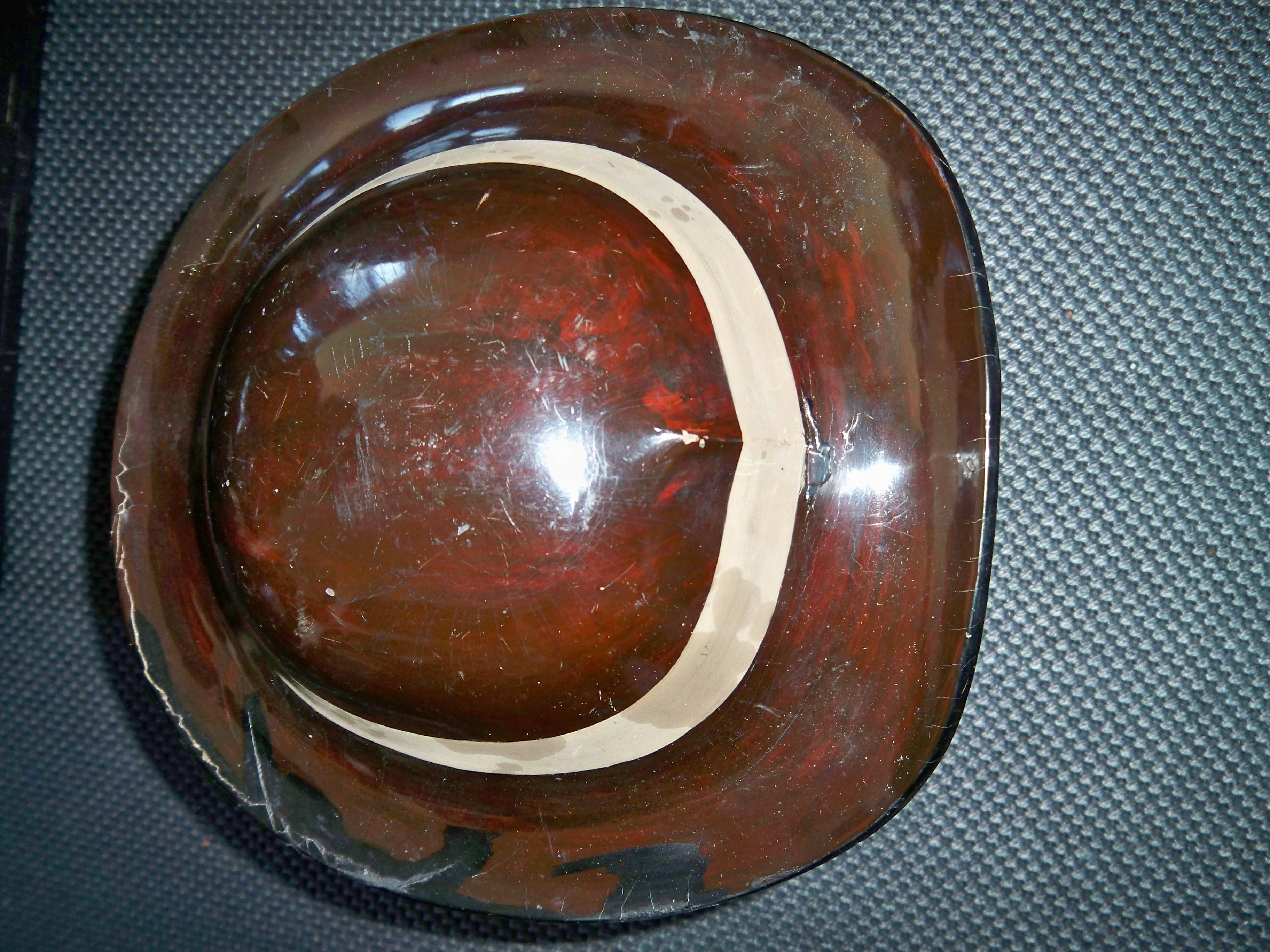
Bajo-Jingasa
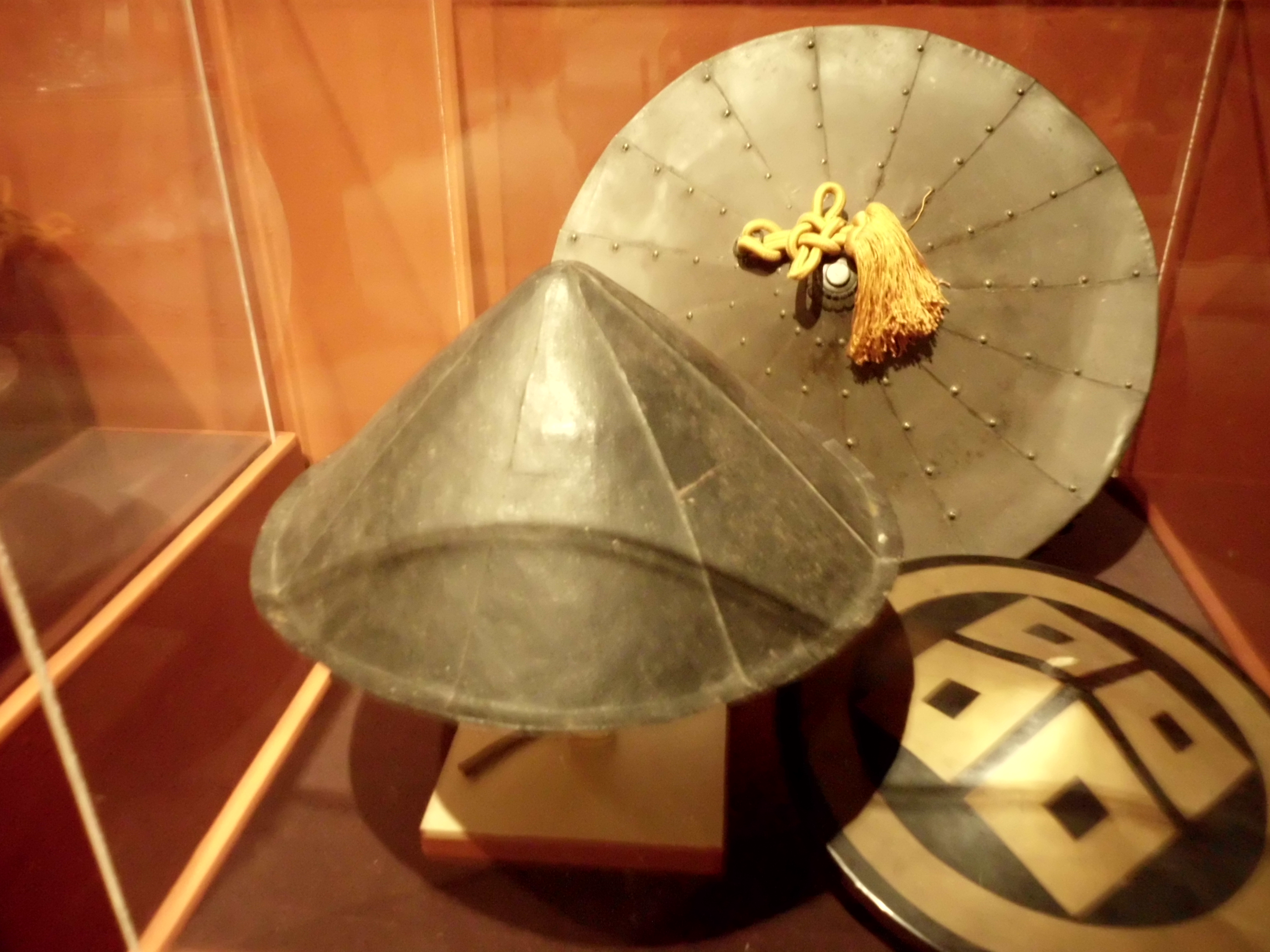
Verschiedene Jingasa
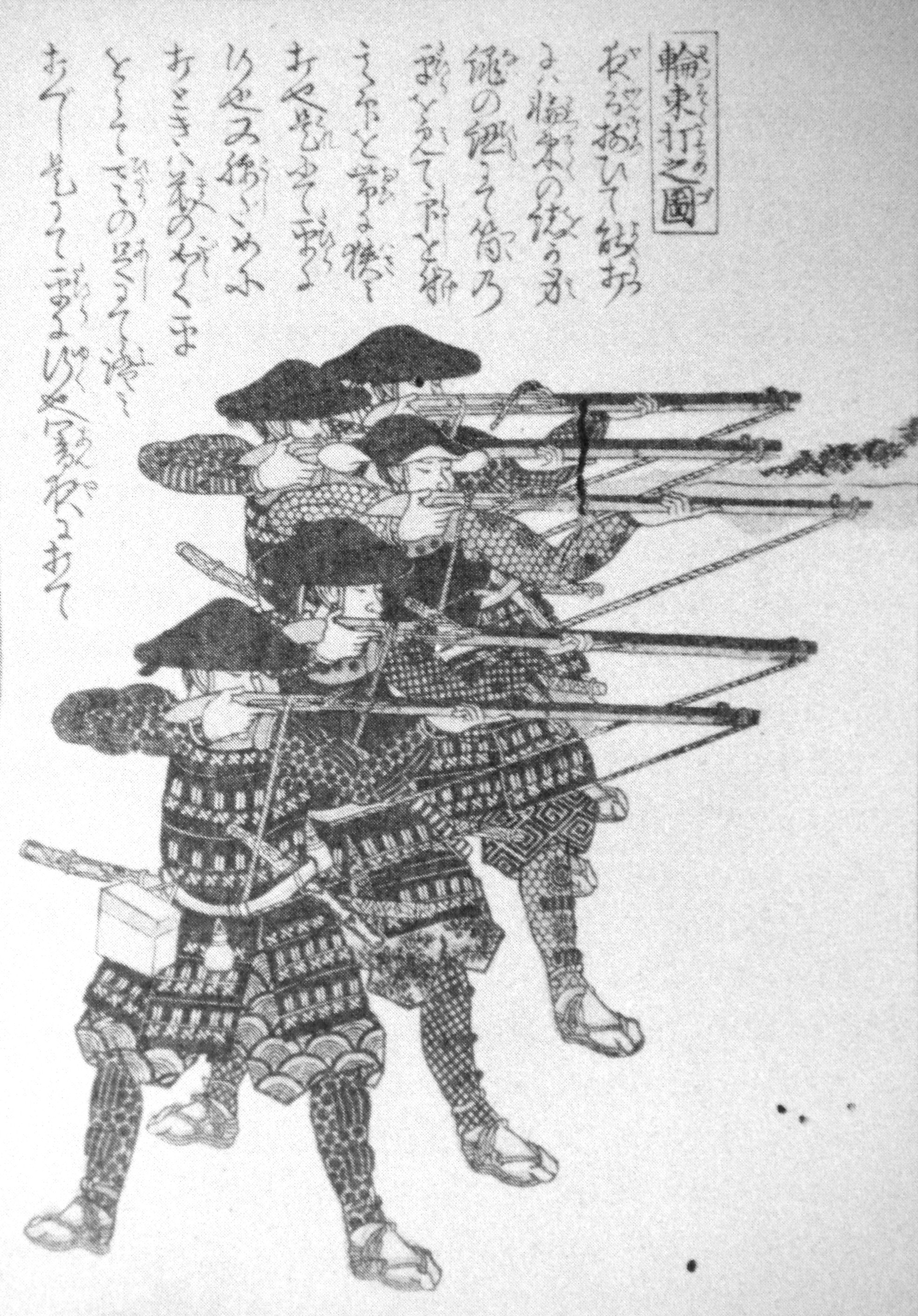
Jingasa und Arkebusenschützen
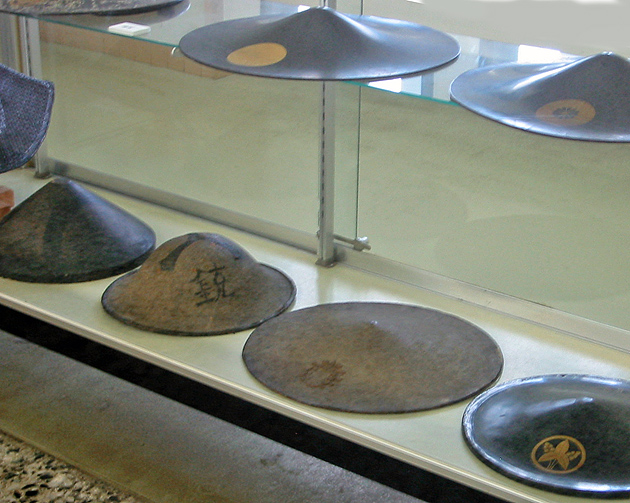
Mehrere Jingasa
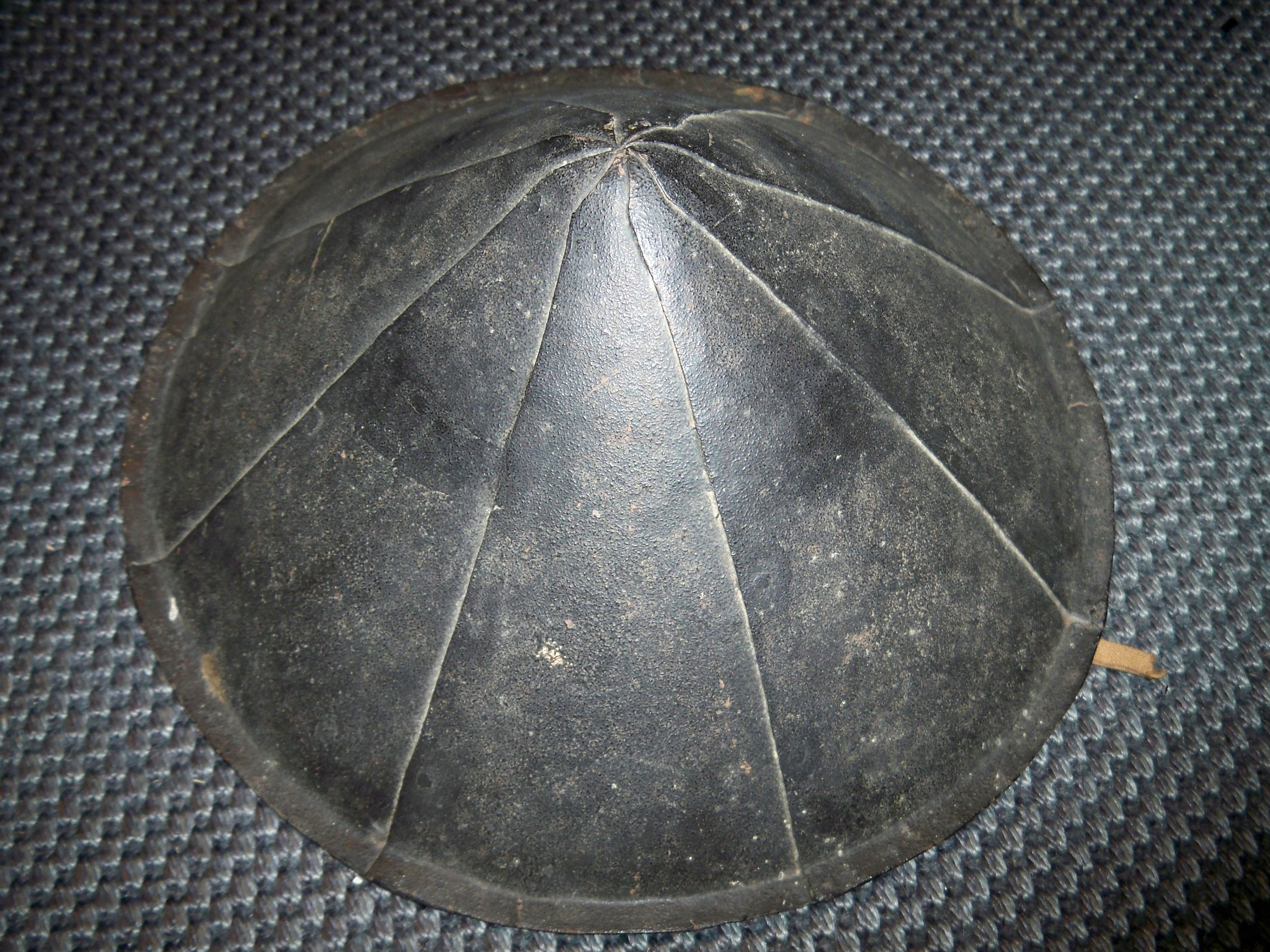
Eiserne Jingasa
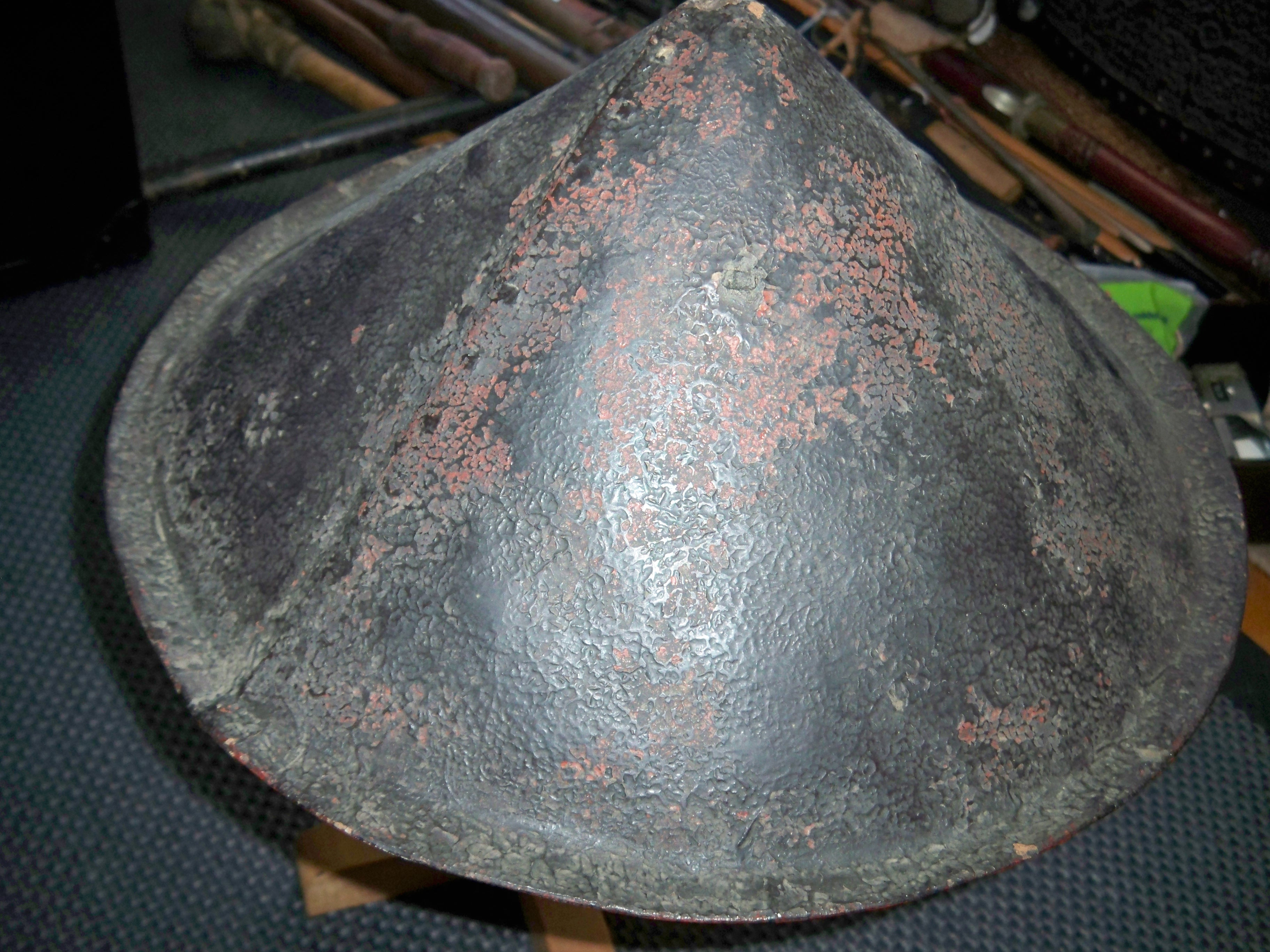
Jingasa aus Leder